# Daryurd
Daryurd är en ort i Azerbajdzjan.   Den ligger i distriktet Gädäbäy rajon, i den västra delen av landet, 400 km väster om huvudstaden Baku. Daryurd ligger 1 491 meter över havet och antalet invånare är 1 548.
Terrängen runt Daryurd är huvudsakligen kuperad, men söderut är den bergig. Terrängen runt Daryurd sluttar norrut. Närmaste större samhälle är distriktshuvudorten Gädäbäy, 12,8 km öster om Daryurd. 
Omgivningarna runt Daryurd är en mosaik av jordbruksmark och naturlig växtlighet. Runt Daryurd är det ganska tätbefolkat, med 70 invånare per kvadratkilometer.